# Puumala
Puumala is een gemeente in de Finse provincie Oost-Finland en in de Finse regio Zuid-Savo. De gemeente heeft een landoppervlakte van 794,11 km² en telt 2.107 inwoners (2022).

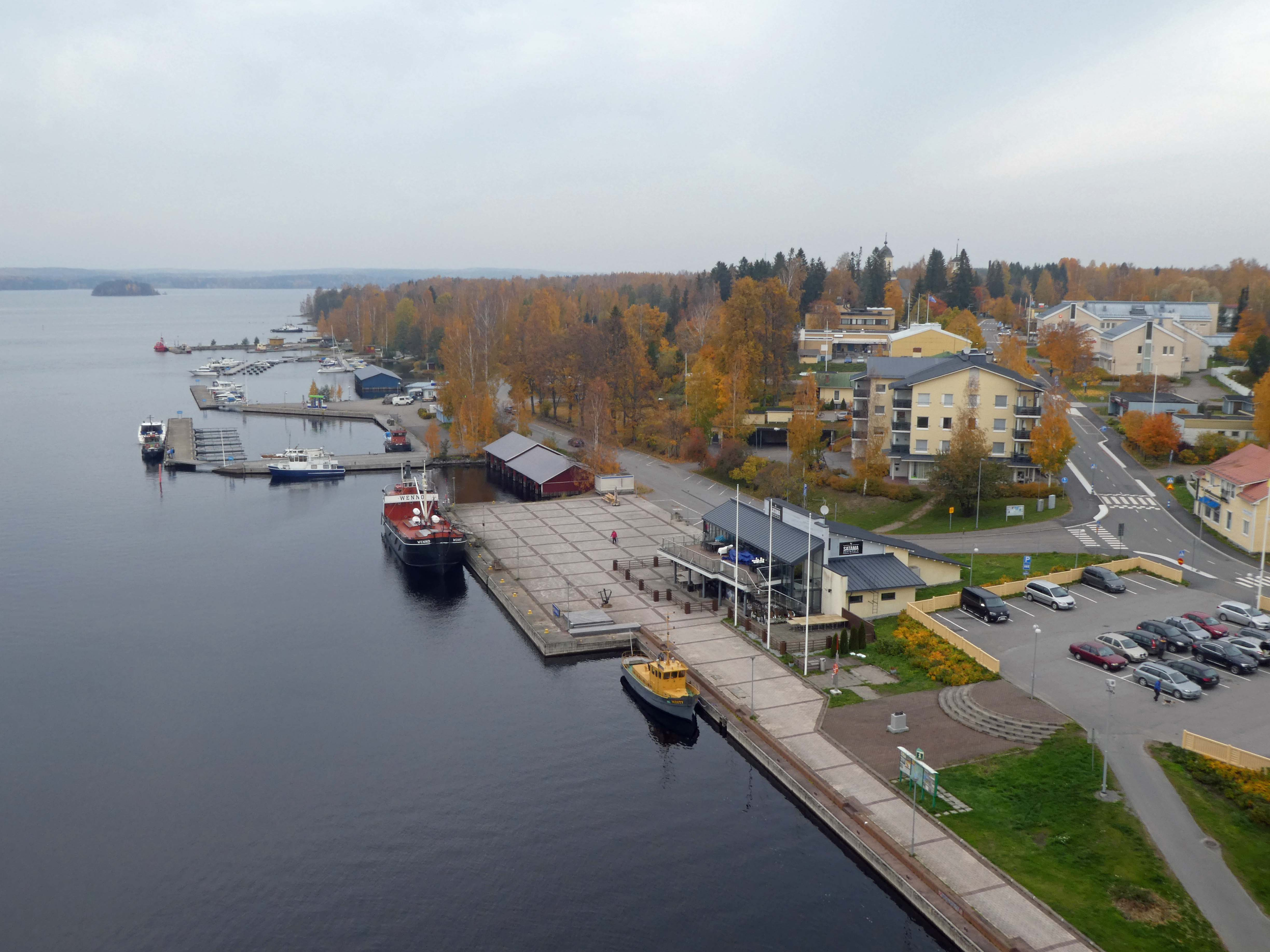
Puumala
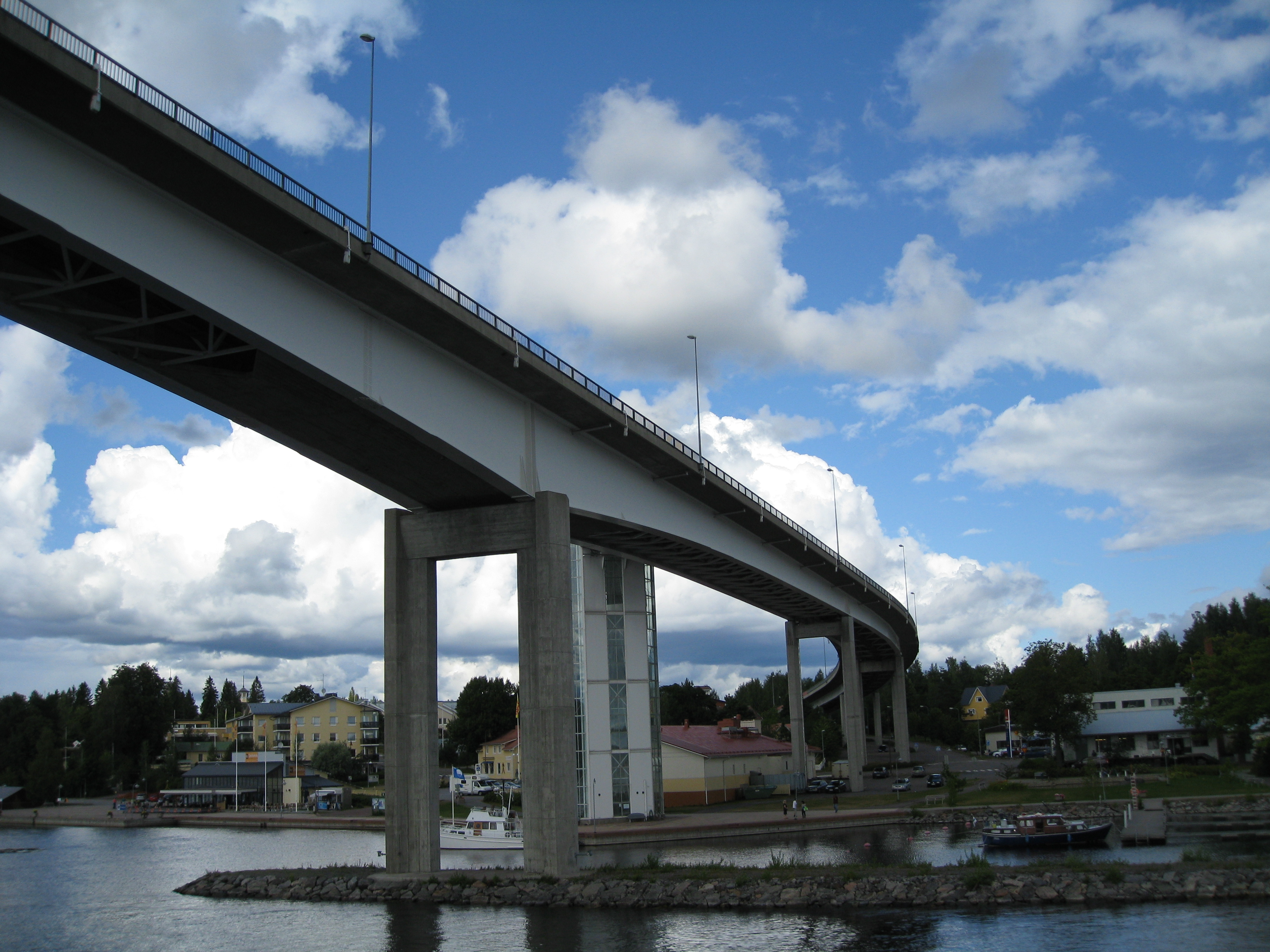
Puumalansalmi-brug
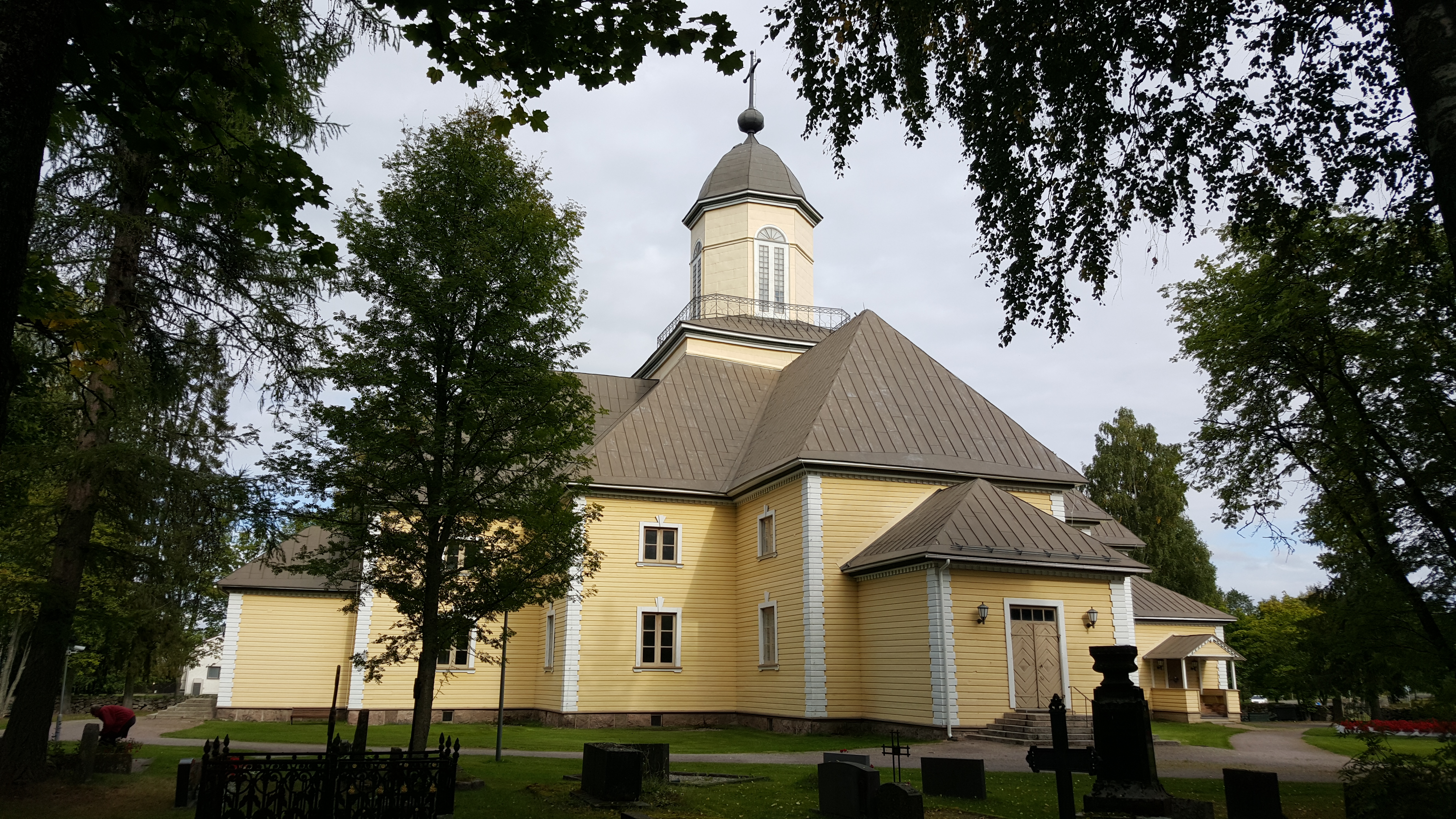
Kerk van Puumala